# Eureka Springs
Eureka Springs is een plaats (city) in de Amerikaanse staat Arkansas, en valt bestuurlijk gezien onder Carroll County.

## Demografie
Bij de volkstelling in 2000 werd het aantal inwoners vastgesteld op 2278.
In 2006 is het aantal inwoners door het United States Census Bureau geschat op 2358, een stijging van 80 (3.5%).

## Geografie
Volgens het United States Census Bureau beslaat de plaats een oppervlakte van
18,0 km², waarvan 17,6 km² land en 0,4 km² water. Eureka Springs ligt op ongeveer 305 m boven zeeniveau.

## Plaatsen in de nabije omgeving
De onderstaande figuur toont nabijgelegen plaatsen in een straal van 24 km rond Eureka Springs.